# 山本幸一

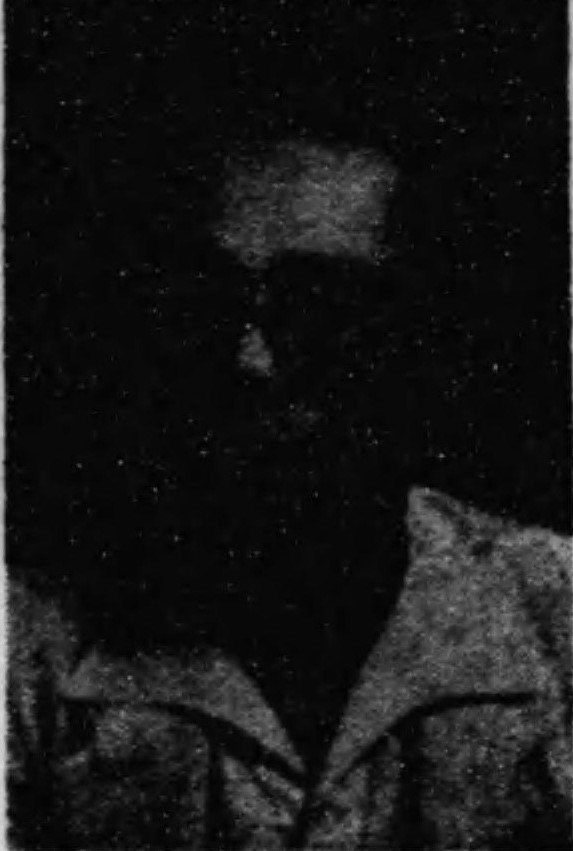
山本幸一

山本 幸一（やまもと こういち、1910年2月20日 - 1996年2月16日）は、日本の政治家。衆議院議員（12期）。岐阜県出身。

## 来歴・人物
1947年の第23回衆議院議員総選挙に日本社会党公認で立候補し初当選。1949年の第24回衆議院議員総選挙では落選。
1952年の第25回衆議院議員総選挙に左派社会党から立候補し当選、返り咲きを果たす。
1955年10月、分裂していた社会党が統一（社会党再統一）。
1959年に党国会対策委員長に就任し、安保国会に臨んだ。
1967年に勝間田清一委員長の下で書記長に就任。
1968年に書記長辞任し書記長空席のまま勝間田委員長が辞任。
1975年成田知巳委員長の元で高沢寅男（左派＝社会主義協会派）と共に副委員長に就任する。
1976年の第34回衆議院議員総選挙で落選。1977年、社会党が参院選で敗北すると責任問題で高沢寅男ら協会派幹部と対立、中執内反協会活動の先頭に立つ。結局、成田委員長が辞任することで解決するが、以後党の役職に就くことはなかった。
1979年の第35回衆議院議員総選挙で返り咲きを果たす。1983年の第37回衆議院議員総選挙には出馬せず引退した。
1996年2月16日死去。85歳没。